# Coxina
Coxina — рід еребід з підродини совок-п'ядунів, види якого поширені в Північній Америці.

## Систематика
У складі роду:
- Coxina cinctipalpis Smith
- Coxina cymograpta Dognin, 1914
- Coxina ensipalpis Druce
- Coxina ensipalpis Guenée, 1852
- Coxina guinocha Schaus, 1933
- Coxina hadenoides Guenée, 1852
- Coxina plumbeola Hampson, 1926
- Coxina thermeola Hampson, 1926
- Coxina turibia Schaus, 1934